# Issepts
Issepts (okzitanisch: Aissets) ist eine französische Gemeinde mit 277 Einwohnern (Stand 1. Januar 2022) im Département Lot in der Région Okzitanien (bis 2015 Midi-Pyrénées). Sie gehört zum Arrondissement Figeac und zum Gemeindeverband Grand-Figeac. Die Bewohner werden Isseptois genannt.

## Geografie
Die Gemeinde liegt etwa 13 Kilometer nordwestlich von Figeac im Regionalen Naturpark Causses du Quercy im Osten der Landschaft Quercy an den südwestlichen Ausläufern des Zentralmassives. Der kalkhaltige Boden lässt nur wenige oberirdische Fließgewässer zu. In Issepts entspringr der Ruisseau de la Dournelle, der streckenweise unterirdisch verläuft und nach Südosten zum Drauzou abfließt. Nachbargemeinden sind Le Bourg im Norden, Le Bouyssou im Nordosten, und Osten, Fons im Osten, Reyrevignes im Süden sowie Assier im Westen.
Die größten Ortsteile der Gemeinde Issepts sind Mas de Bouzou, Mas de Pestel, Mas de Barry, Lavaur und Pech d’issepts.

## Ortsname
Der Ortsname Issepts könnte auf das lateinische sepes für Hecke oder Zaun zurückgehen oder sich vom okzitanischen Wort eissetz ableiten, was so viel wie vom Verkauf ausgeschlossen bedeutet.

## Bevölkerungsentwicklung
| Jahr      | 1962 | 1968 | 1975 | 1982 | 1990 | 1999 | 2006 | 2014 | 2021 |
| Einwohner | 198  | 184  | 200  | 183  | 145  | 158  | 178  | 219  | 272  |

In den Jahren 1793 und 1851 wurden mit je 600 Bewohnern die bisher höchsten Einwohnerzahlen ermittelt. Die Zahlen basieren auf den Daten von cassini.ehess und INSEE.

## Sehenswürdigkeiten
- Kirche Saint-Laurent
- Kapelle Saint-Médard-Lagarénie aus dem 11. Jahrhundert, Monument historique[4]
- mehrere Flurkreuze

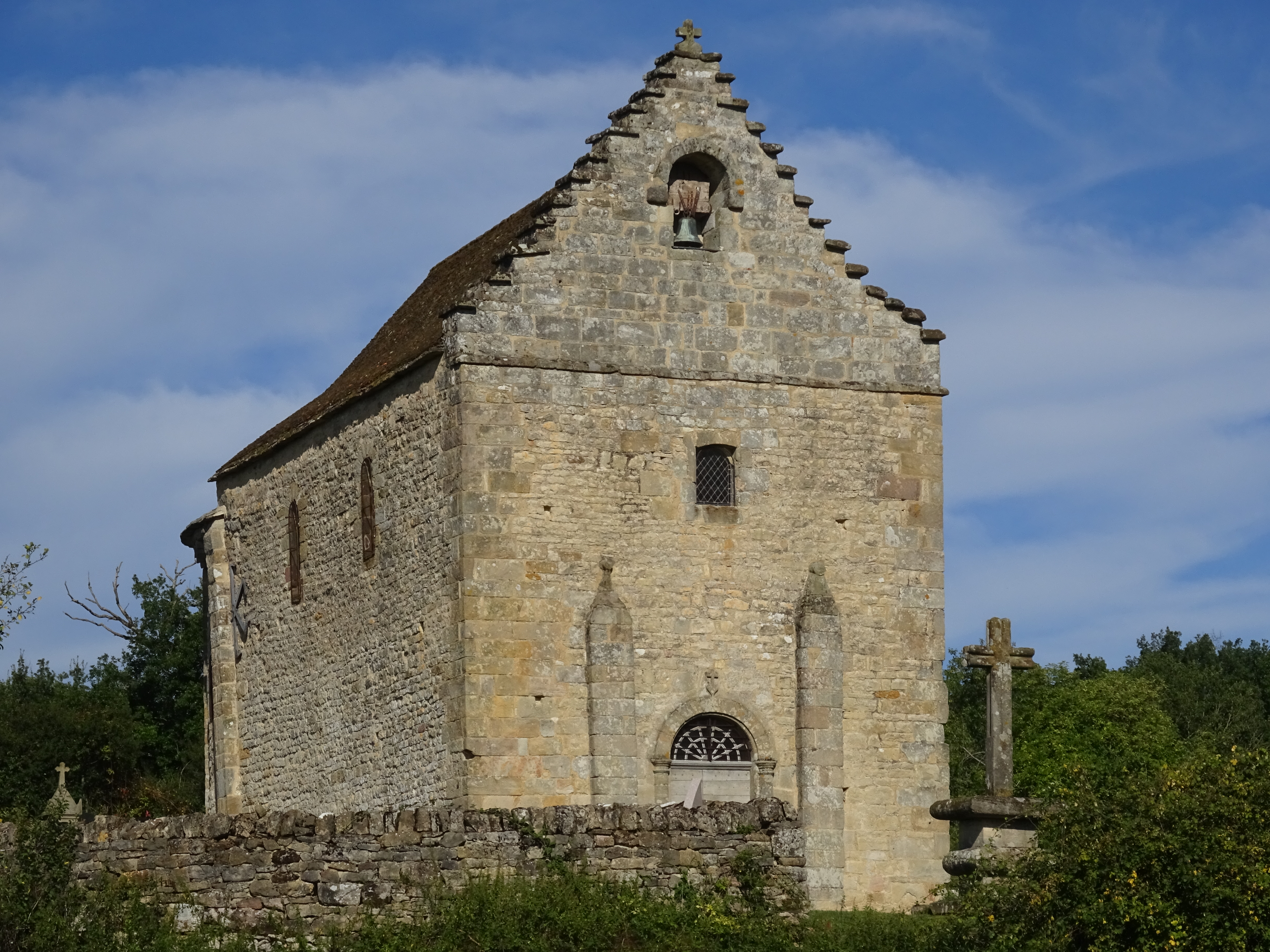
Kapelle Saint-Médard-Lagarénie

## Wirtschaft und Infrastruktur
In der Gemeinde Issepts sind 24 Landwirtschaftsbetriebe ansässig (Getreide- und Gemüseanbau, Anbau von Gewürz-, Aroma-, Arznei- und Pharmapflanzen, Milchviehhaltung, Käseherstellung [Bleu d’Auvergne], Ziegen-, Schaf- und Rinderzucht).
Die Fernstraße D840 von Gramat nach Figeac tangiert Issepts im Nordosten. Im 35 Kilometer westlich gelegenen Montfaucon besteht ein Anschluss an die (Autoroute A20). In Assier, sechs Kilometer westlich von Issepts, gibt es einen Haltepunkt an der Bahnstrecke von Brive-la-Gaillarde über Capdenac nach Toulouse (Ligne de Brive-la-Gaillarde à Toulouse-Matabiau via Capdenac).

## Belege
1. ↑  Gaston Bazalgues: Les noms des communes du Parc, Les cahiers scientifiques du Parc naturel régional des Causses du Quercy (Memento des Originals vom 3. März 2016 im Internet Archive)  Info: Der Archivlink wurde automatisch eingesetzt und noch nicht geprüft. Bitte prüfe Original- und Archivlink gemäß Anleitung und entferne dann diesen Hinweis. (französisch)
2. ↑  Issepts auf cassini.ehess.fr
3. ↑  Issepts auf insee.fr
4. ↑  Kapelle Saint-Médard-Lagarénie in der Base Mérimée des Kulturministeriums. Abgerufen am 23. Februar 2019 (französisch).
5. ↑  Landwirte in Issepts auf annuaire-mairie.fr (französisch)